# Zamach w Znamienskoje (2003)
Zamach w Znamienskoje − samobójczy atak terrorystyczny z 12 maja 2003 roku, przeprowadzony w miejscowości  Znamienskoje, w Czeczenii. W wyniku eksplozji ciężarówki wypełnionej materiałami wybuchowymi, zaparkowanej przez trzech czeczeńskich rebeliantów pod jedną z siedzib Federalnej Służby Bezpieczeństwa Federacji Rosyjskiej, zginęło blisko 59 osób, natomiast około 200 zostało rannych.